# Neophyllomyza wulpi
Neophyllomyza wulpi är en tvåvingeart som först beskrevs av Friedrich Georg Hendel 1907.  Neophyllomyza wulpi ingår i släktet Neophyllomyza och familjen sprickflugor. Inga underarter finns listade i Catalogue of Life.